# Danggogae (Metro de Seúl)

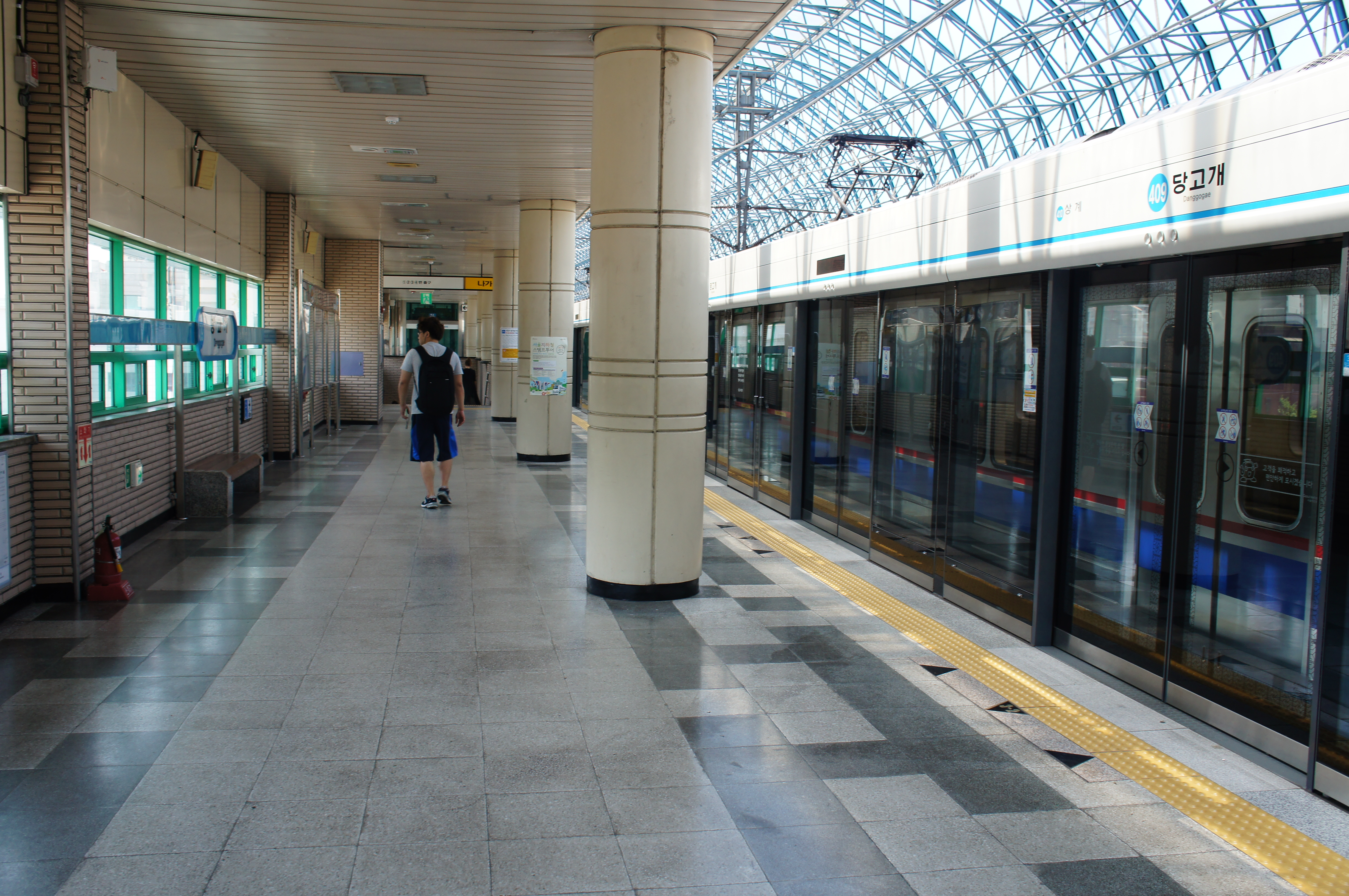
Vista del andén lateral con las puertas de andén en la estación de Danggogae.

Danggogae es la estación terminal norte de la Línea 4 del Metro de Seúl.
Se encuentra en Sanggye-dong, Nowon-gu, Seúl.
- Datos: Q49942
- Multimedia: Danggogae Station / Q49942